# Bitwa nad rzeką Semois
Bitwa nad rzeką Semois – bitwa stoczona na terytorium starożytnej Galii w 53 p.n.e. pomiędzy armią rzymską dowodzoną przez legata Tytusa Labienusa a wojownikami galijskiego  plemienia Trewerów. 

## Bitwa
W 53 p.n.e., podczas gdy prokonsul  rzymski Gajusz Juliusz Cezar dokonywał pacyfikacji plemienia Menapiów,  Trewerowie po zgromadzeniu pokaźnych sił piechoty i jazdy, przygotowali się do uderzenia na obóz legata Tytusa Labienusa, zimującego z jednym legionem w ich kraju. Podczas przemarszu w kierunku rzymskiego obozu dowiedzieli się, że niedawno  nadeszły dwa legiony przysłane przez Cezara. Trewerowie zatem po rozłożeniu się obozem w odległości 15 tys. kroków (ok. 22 km) postanowili zaczekać na spodziewane posiłki germańskie. 
Labienus po rozpoznaniu sił i zamiarów nieprzyjaciela, spodziewając się sprowokować go do stoczenia bitwy zanim nadejdą Germanie, pozostawił przy taborach pięć kohort, a sam na czele dwudziestu pięciu kohort i jazdą ruszył w kierunku obozu Trewerów i stanął w odległości tysiąca kroków (ok. 1,5 km) zataczając natychmiast zgodnie z regulaminem warowny obóz. Między obozami przepływała trudna do przeprawy ze względu na urwiste brzegi rzeka Semois wpadająca do Mozy. Z tego względu, ani Labienus nie zamierzał przekraczać rzeki, ani też nie sądził, żeby i Trewerowie byli skłonni ją forsować pod bokiem jego legionów. Wśród Galów z każdym upływającym dniem rosły nadzieje na rychłe nadejście posiłków. Wobec takiego stanu rzeczy Labienus rozmyślnie ujawnił swe plany podczas narady wojennej licząc na to, że sprzymierzeni z Rzymianami Galowie służący w jeździe szybko przekażą jego zamiary Trewerom.  Oświadczył, że w związku z wieściami o zbliżaniu się Germanów nie zamierza narażać na niebezpieczeństwo siebie i swego wojska i następnego dnia o brzasku nakazuje zwinąć obóz. Wiadomość ta bardzo szybko dotarła do powstańców galijskich. W czasie nocnej narady w ścisłym dowództwie rzymskiej armii Labienus wyjawił swoje rzeczywiste zamiary sprowokowania Galów do bitwy i przekazał swym trybunom i centurionom pierwszej rangi nowe rozkazy. Żeby łatwiej wywołać u nieprzyjaciela podejrzenie o przerażeniu Rzymian, nakazał, by zwijać obóz w jeszcze większym, niż to zazwyczaj bywa u narodu rzymskiego, zgiełku i zamieszaniu.  Z tych względów odmarsz legionów robił wrażenie gotowania się do ucieczki. I to także, wskutek tak znacznej bliskości wrogich obozów, jeszcze przed świtem zwiadowcy przekazali wodzom Trewerów. 
Zaledwie tylna straż wyszła poza umocnienia obozu, gdy Galowie zaczęli się nawzajem napominać, by nie wypuścić z rąk spodziewanej zdobyczy. Według niektórych z nich za długo byłoby czekać przy takim popłochu Rzymian na pomoc Germanów i w dodatku nie licowałoby to z ich godnością, gdyby przy tak wielkich siłach nie odważyli się uderzyć na tak szczupłą garstkę, w dodatku uciekającą i objuczoną taborami. Zapał Galów spowodował, że nie wahali się przekroczyć rzeki i wszcząć bitwę na niedogodnych dla siebie pozycjach. Trewerowie przechodząc na drugi rzymski brzeg mieli za sobą rzekę o wysokich i stromych brzegach, co stanowiło poważną przeszkodę w wypadku konieczności wycofania się, a ponadto pozycje ich znajdowały się niżej od pozycji Rzymian, którym w takim przypadku łatwiej było razić ich pociskami. Labienus, który spodziewał się, że to nastąpi, wciąż pozorując pośpieszny odmarsz, spokojnie posuwał się dalej, aby wszystkich nieprzyjaciół zwabić na swoją stronę rzeki.  Kiedy uznał, że cała armia Galów znalazła się na zajmowanym przez jego legiony brzegu nakazał wysunąć tabory nieco do przodu i umieścić na jednym ze wzniesień dla łatwiejszej obrony. Sam zaś przemawiając do żołnierzy powiedział  - „ Żołnierze ! Macie sposobność, której wyczekiwaliście : nieprzyjaciel w miejscu do walki nieodpowiednim i niedogodnym jest w waszych rękach; okażcie nam dowódcom taką samą odwagę, jaką tak często okazywaliście naczelnemu wodzowi, i niech wam się zdaje, że on jest tutaj obecny i że walczycie na jego oczach ”.  Po  tej przemowie Labienus  wydał rozkaz zwrócenia się frontem do nieprzyjaciela i ustawienia się w szyku bojowym przeciw niemu, i po wysłaniu kilku oddziałów jazdy do ochrony taboru, resztę konnicy rozmieścił na skrzydłach. Legioniści wydawszy okrzyk bojowy obrzucili gradem pilum nadbiegających Trewerów.  Ci, gdy wbrew swemu oczekiwaniu ujrzeli idących do ataku legionistów, o których sądzili, że właśnie uciekają, nie potrafili sprostać sile ich ataku i już w pierwszym starciu zmuszeni do ucieczki rzucili się ku najbliższym lasom.  Labienus rzuciwszy w pościg za nimi konnicę, pokaźną liczbę wybił, a wielu wziął do niewoli. W kilka dni plemię Trewerów zostało spacyfikowane i poddane rzymskiemu dyktatowi. Idący z pomocą Germanie na wiadomość o klęsce Trewerów zawrócili do swego kraju. 